# Alice Calhoun
Alice Calhoun (Cleveland, 21 novembre 1900 – Los Angeles, 3 giugno 1966) è stata un'attrice statunitense.

## Premi e riconoscimenti
Per il suo contributo all'industria cinematografica, le venne assegnata una stella sulla Hollywood Walk of Fame al 6815 di Hollywood Blvd.

## Filmografia
- Everybody's Business, regia di J. Searle Dawley (1919)
- Human Collateral, regia di Lawrence C. Windom (1920)
- Deadline at Eleven, regia di George Fawcett (1920)
- Captain Swift, regia di Tom Terriss, Chester Bennett (1920)
- The Sea Rider, regia di Edwin L. Hollywood (1920)
- The Dream - cortometraggio (1920)
- Princess Jones, regia di Gustav von Seyffertitz (1921)
- The Charming Deceiver, regia di George L. Sargent (1921)
- Closed Doors, regia di George L. Sargent (1921)
- Peggy Puts It Over, regia di Gustav von Seyffertitz (9121)
- Matrimonial Web, regia di Edward José (1921)
- Rainbow, regia di Edward José (1921)
- The Little Minister, regia di David Smith (1922)
- Angel of Crooked Street, regia di David Smith (1922)
- The Girl in His Room, regia di Edward José (1922)
- Blue Blood (1922)
- A Girl's Desire, regia di David Divad (David Smith) (1922)
- Little Wildcat, regia di David Divad (1922)
- One Stolen Night, regia di Robert Ensminger e Roland Ensminger (1923)
- Masters of Men, regia di David Smith (1923)
- The Man Next Door, regia di Victor Schertzinger (1923)
- The Midnight Alarm, regia di David Smith (1923)
- Pioneer Trails, regia di David Smith (1923)
- The Man from Brodney's, regia di David Smith (1923)
- Oro fluente (Flowing Gold), regia di Joseph De Grasse (1924)
- Scadenza tragica (Between Friends), regia di J. Stuart Blackton (1924)
- Code of the Wilderness, regia di David Smith (1924)
- Pampered Youth, regia di David Smith (1925)
- The Happy Warrior, regia di J. Stuart Blackton (1925)
- The Part Time Wife, regia di Henry McCarty (1925)
- The Man on the Box, regia di Charles Reisner (1925)
- Tentacles of the North, regia di Louis Chaudet (1926)
- Hidden Aces, regia di Howard M. Mitchell (1927)